# Nadir Figueiredo
A Nadir Figueiredo (B3: 9040, NAFG4 NAFG3; NAFG4). é uma empresa brasileira fabricante de vidros. É conhecida principalmente pela fabricação de copos e outros artigos domésticos de vidro.
Atualmente é considerada a maior produtora de vidro do Brasil e está entre as dez maiores fabricantes mundiais de vidro para uso doméstico. Dentre seus produtos mais populares está o Copo Americano.

## História
Nadir Dias de Figueiredo (1891-1983) fundou em 1912 uma oficina de conserto e venda de máquinas de escrever. No ano seguinte, começou a investir, junto do irmão Morvan Dias de Figueiredo, na produção de artigos de iluminação e aparelhos elétricos.
Nadir de Figueiredo foi um dos idealizadores da Fiesp e um dos líderes industriais do país da década de 1950 até à sua morte. Sua relevância para a indústria nacional foi tanta que uma importante rua na Vila Maria, que até então se chamava Rua Apareíba, foi nomeada em sua homenagem em 1983.
No contexto da Primeira Guerra Mundial, dada a dificuldade para importar materiais e crescimento da indústria nacional, a empresa passou por um período de expansão. Em 1919 o irmão mais novo, Zely Dias de Figueiredo, ingressa na sociedade e em 1922 os sócios adquirem o primeiro prédio próprio, no Cambuci, e inauguram a primeira fábrica no ano seguinte, na Vila Maria, em São Paulo. A fábrica adquirida pertencia à Cristaleira Baroni, que era, até então, a principal fornecedora dos artigos de vidro utilizados pela Nadir Figueiredo.
A primeira indústria, no entanto, produzia diversos artefatos de vidro, incluindo artigos de iluminação. Com a eclosão da Revolução Constitucionalista de 1932, a empresa suspendeu as suas atividades normais e passou a produzir munições.
Em 1935 os sócios compram a primeira fábrica manual de vidros, localizada em São Paulo, no bairro do Belém. A produção automática só é implementada em 1946, na fábrica da Vila Maria.
A Nadir Figueiredo adquiriu, em 1944, uma fábrica de louças, comprada do empresário Francisco Matarazzo. Localizada na área urbana de Pedreira, a fábrica reunia inúmeros funcionários, abrigados nos arredores de suas instalações. As principais peças foram conjuntos de jantar, vasos e baixelas.
Em 1947 é criado o design do Copo Americano, um dos produtos mais populares da marca. Três anos depois, a empresa passa a investir na produção de embalagens de vidro, o que revoluciona o mercado brasileiro pela introdução do conceito de copos de vidro como embalagens, inicialmente para geleias de frutas.
Em 1958 a marca adquire sua primeira fábrica fora de São Paulo, localizada no Rio de Janeiro. Alguns anos depois, em 1973 adquire mais uma fábrica em São Paulo, na região do Brás.  
A década de 1980 é marcada pela modernização da fábrica, com a aquisição do primeiro forno elétrico em 1980 e a instalação do primeiro forno anti-poluente. No final da década, em 1986, a empresa foca em sua internacionalização, participando de feiras em Frankfurt e Chicago, passando a entrar para o mercado europeu em 1989.
Em 1998 o processo de fabricação de taças, que até então eram produzidas manualmente, é automatizado, aumentando significativamente a produção da fábrica. Em fevereiro de 1999 um incêndio destrói três setores da fábrica principal da Nadir Figueiredo, na Vila Maria. Na ocasião, os 200 funcionários que estavam trabalhando saíram ilesos.
Com a virada do século, a empresa passou a se preocupar mais com exportação, recebendo o prêmio “Enaex – Empresa Destaque do Comércio Exterior” como maior marca exportadora. Durante toda a década houve o aumento no catálogo de produtos, a inauguração da fábrica de Suzano (2009).
Em 29 de setembro de 2011 anunciou a aquisição da Vidraria Santa Marina, indústria de vidros que pertencia ao grupo francês Saint-Gobain, passando assim a contar com mais duas fábricas (uma na cidade de São Paulo e outra em Canoas/RS), além das tradicionais marcas "Marinex", "Duralex" e "Colorex".
No centenário da empresa, em 2012, Nadir Figueiredo começou a negociar a venda de seu prédio mais antigo. O terreno da Vila Maria fora avaliado em R$ 200 milhões. Em 2014 a empresa anuncia a centralização de sua produção na fábrica de Suzano.
A empresa conta com sociedades com grupos da região Nordeste do Brasil (CIV/Brennand) e do México (Vitro). Além disso, a sua instalação na Argentina permitiu o crescimento da marca na América Latina. A empresa está presente, hoje, em 102 países.
Em 2019, o grupo estadunidense de private equity H.I.G. Capital comprou a empresa por R$ 836,27 milhões.

## Produtos
A Nadir Figueiredo é a empresa líder em termos de produção e participação de mercado no seguimento de vidro para uso doméstico. Em seu catálogo, existem hoje seis marcas, sendo elas Nadir, Marinex, Copo Americano, Duralex, Sempre, Colorex e SM.
Ao todo, são mais de 220 produtos, sendo 104 modelos de copos e taças variadas (10 da linha Copo Americano), 25 modelos de pratos e tigelas e mais de 30 produtos licenciados. Também apresenta um vasto catálogo de embalagens e é a única marca brasileira a produzir copos para requeijão de diferentes marcas.
Quando a empresa começou a produzir copos americanos, eram feitos cerca de 12 por hora. A primeira máquina automática aumentou a produção para 30 copos por minuto. Atualmente, são mais de 400 copos em 60 segundos e vendidos mais de 100 milhões por ano.
A Nadir Figueiredo também possui licenciamentos com marcas internacionais, sendo a mais famosa delas a Coca Cola. Incluem a coleção com o logo da empresa de refrigerantes uma série de Copos Americanos, tigelas, pratos e moringas, com visual retrô.
A Disney também licenciou algumas de suas grandes marcas como a turma do Mickey Mouse, a gatinha Marrie, do filme "Os Aristogatos", e os personagens do filme Frozen.